# Mariengrotte (Dittwar)

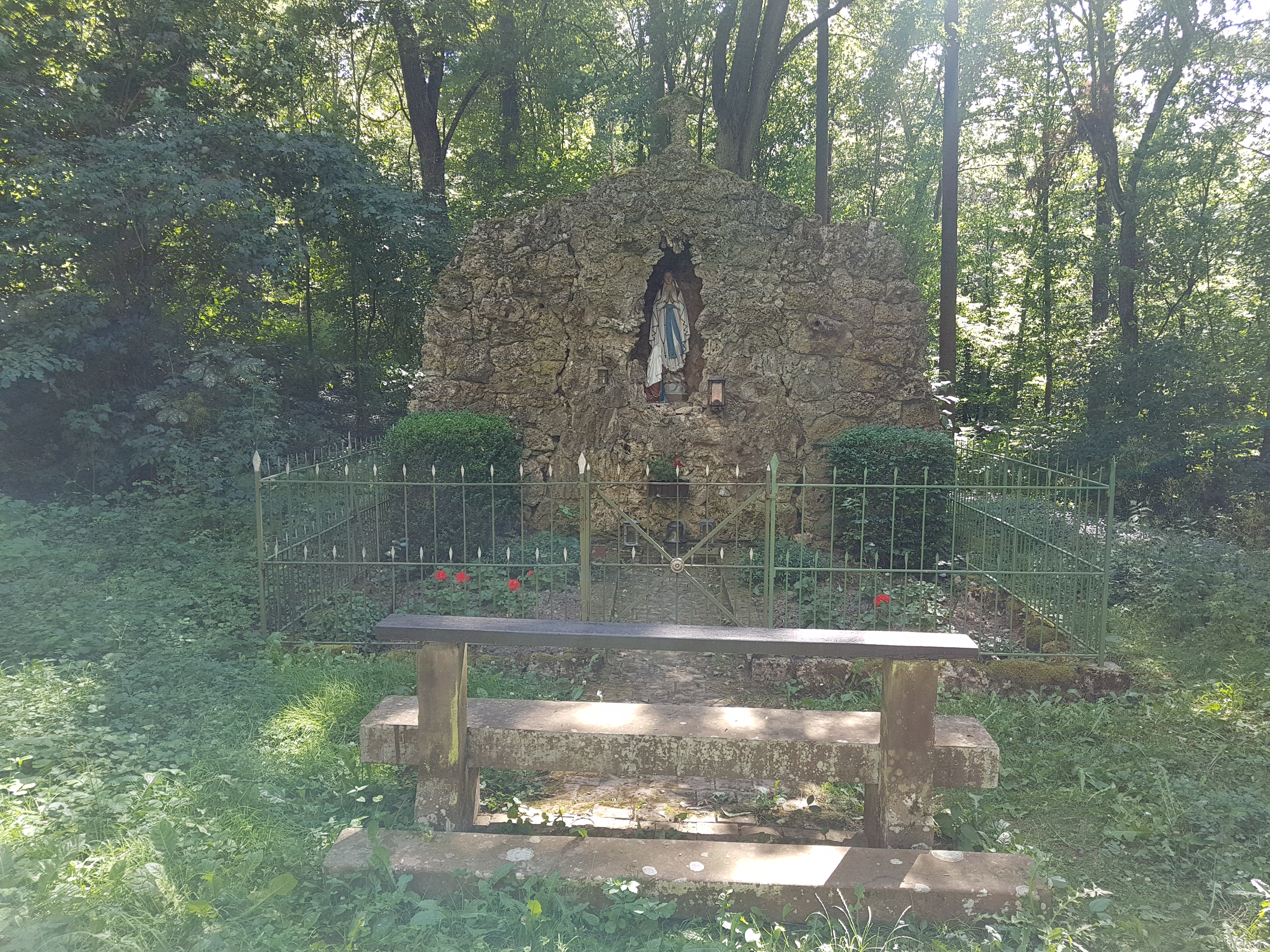
Die Mariengrotte am Dittwarer Kreuzhölzle (2017)

Die Mariengrotte (auch Lourdesgrotte genannt) in Dittwar, einem Stadtteil von Tauberbischofsheim im Main-Tauber-Kreis in Baden-Württemberg, wurde in den 1890er Jahren errichtet.

## Geschichte
Von 1890 bis 1891 wurde eine Mariengrotte, die sich 60 Schritte hinter der Kreuzkapelle am Kreuzhölzle befindet, erbaut und bald darauf vergrößert. Sie besteht aus Travertinbrocken von der Dittwarer Gemarkung Heidenkessel. Zur Mariengrotte und den angrenzenden Kapellen (Kreuzkapelle und Kalvarienbergkapelle) führt ein Kreuzweg. Bereits seit 1670 ist eine Wallfahrt zum Kreuzhölzle nachgewiesen.

## Denkmalschutz
Die Mariengrotte ist ein Kulturdenkmal der Stadt Tauberbischofsheim und steht als sonstiges Denkmal unter Denkmalschutz.